# ラメ定数
ラメ定数（ラメていすう、英: Lamé's constants、ラメ乗数）とは、線形弾性論の基礎方程式で用いられる定数。弾性係数の一つで、応力の変化を与えたとき、弾性体の軸方向、剪断方向への変化のしやすさを表す。名称はフランスの数学者ガブリエル・ラメに因む。

## 概要
線形弾性論においてフックの法則は、ラメ定数{\displaystyle \lambda }、{\displaystyle \mu }を用いて次のように表される。
{\displaystyle \sigma _{ij}=2\mu \varepsilon _{ij}+\lambda \varepsilon _{kk}\delta _{ij}}
ここで、{\displaystyle \sigma }は応力、{\displaystyle \varepsilon }はひずみを表す。
{\displaystyle \lambda }はラメの第一定数という。{\displaystyle \lambda }は{\displaystyle \mu }と違い、物理的な意味はない。{\displaystyle \mu }が必ず正の値でなくてはならないのに対して、{\displaystyle \lambda }は原理的には負の値をとることもできる。しかし、ほとんどの物質においては{\displaystyle \lambda }も正の値をとる。
{\displaystyle \mu }はラメの第二定数という。{\displaystyle \mu }は剛性率ともいい、{\displaystyle G}と表記される。
これら二つの定数を用いて均質等方線形弾性体の他の弾性係数、ヤング率{\displaystyle E}、ポアソン比{\displaystyle \nu }、体積弾性率{\displaystyle K}を記述することができる。
{\displaystyle E={\dfrac {\mu (3\lambda +2\mu )}{\lambda +\mu }}} ，
{\displaystyle \nu ={\dfrac {\lambda }{2(\lambda +\mu )}}} ，
{\displaystyle K={\dfrac {3\lambda +2\mu }{3}}}

## 弾性率の相関関係
等方均質弾性体では、ヤング率、ポアソン比、体積弾性率、剛性率（ラメの第二定数）、ラメの第一定数の五つの弾性率はそれぞれ、二つを用いて残りの三つを表すことができる。